# Englehart
Englehart to miejscowość w Kanadzie, w prowincji Ontario, w dystrykcie Timiskaming.
Powierzchnia Englehart wynosi 3,04 km².
Według danych spisu powszechnego z roku 2001 Englehart liczy 1595 mieszkańców (524,67 os./km²).